# Pak Suzuki Motors
Pak Suzuki Motor Company Limited (PSMCL) — пакистанская автомобильная компания, являющаяся дочерней компанией японского автопроизводителя Suzuki. Является крупнейшим сборщиком автомобилей в Пакистане, а также сборщиком и дистрибьютором автомобилей Suzuki.

## История
Компания Pak Suzuki Motors была основана в сентябре 1982 года как совместное предприятие правительства Пакистана и Suzuki Motor Japan. По формализованному соглашению компания Awami Auto производила Suzuki SS80 с 1982 года. Первоначально компания Suzuki владела 25 процентами акций компании Awami Auto, а в 1992 году, когда компания Suzuki приобрела 15 процентов акций правительства Пакистана по цене 117,19 пакистанских рупий за одну акцию, количество было увеличено до 40 процентов, что в общей сложности составило 172 миллиона рупий.

## Выпускаемые автомобили
- Suzuki Alto[6]
- Suzuki Every[7][8]
- Suzuki Cultus (Celerio)[9]
- Suzuki Wagon R[10]
- Suzuki Swift

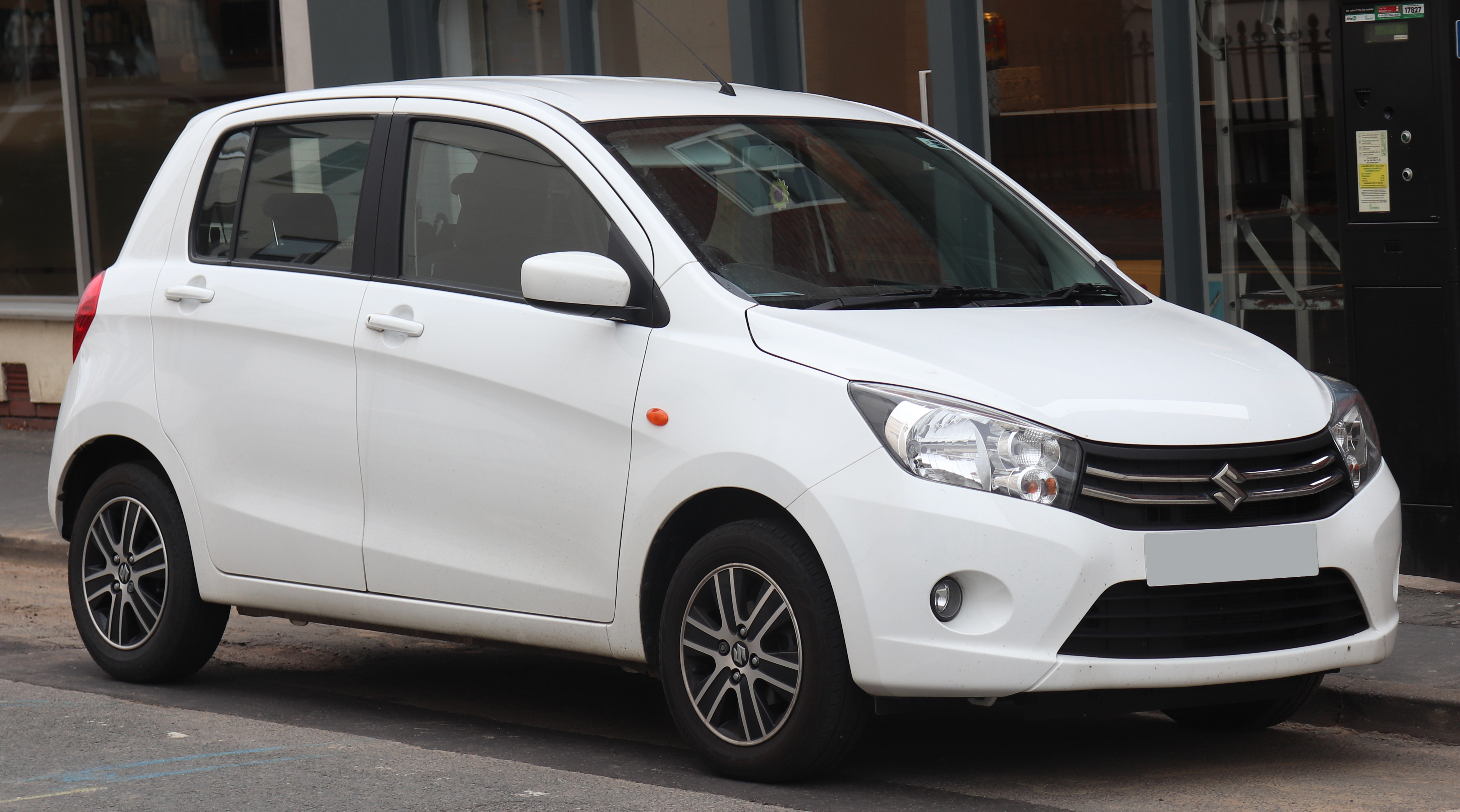
Suzuki Celerio — ребеджинг Suzuki Cultus
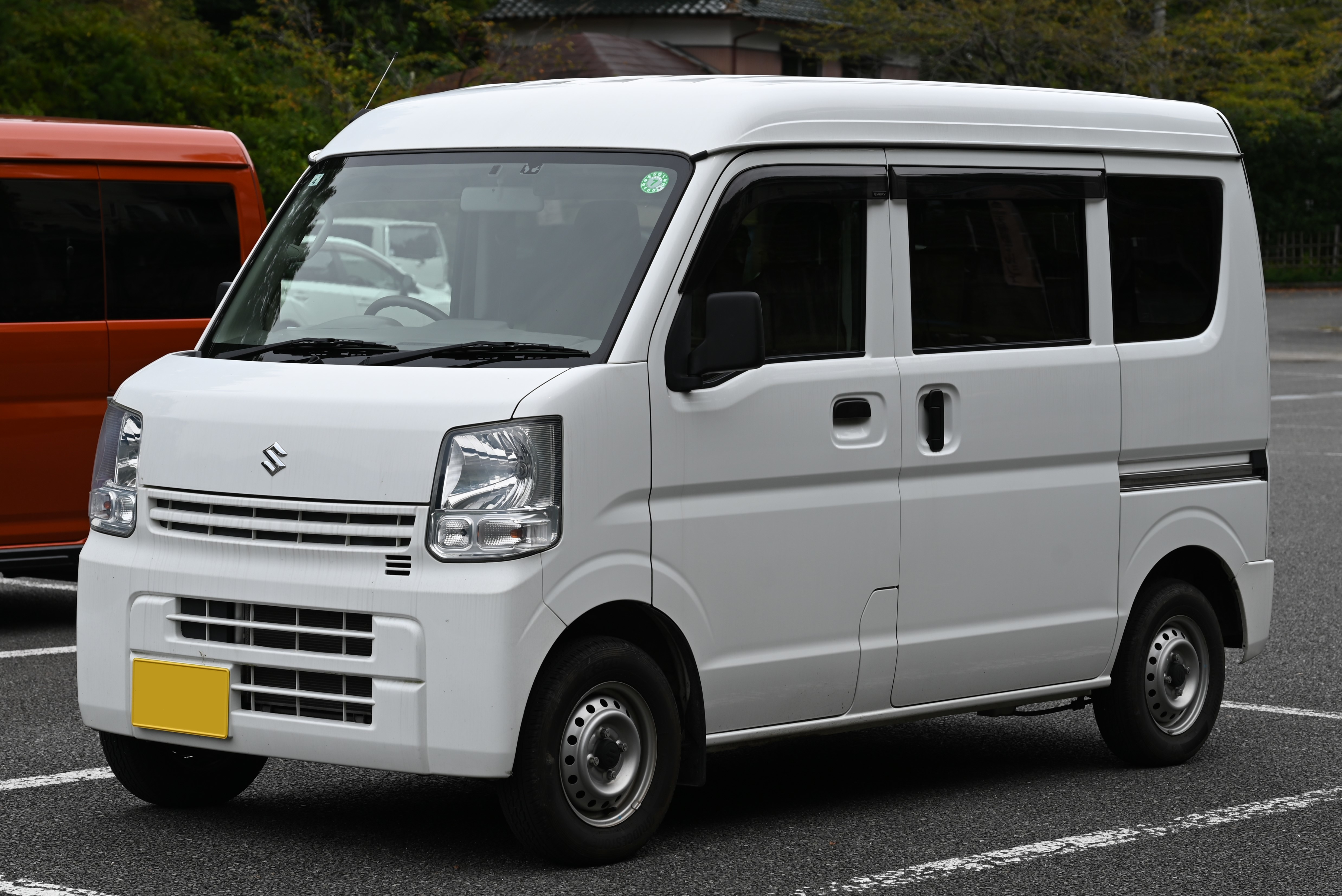
Suzuki Every шестого поколения — преемник Suzuki Bolan на пакистанском рынке
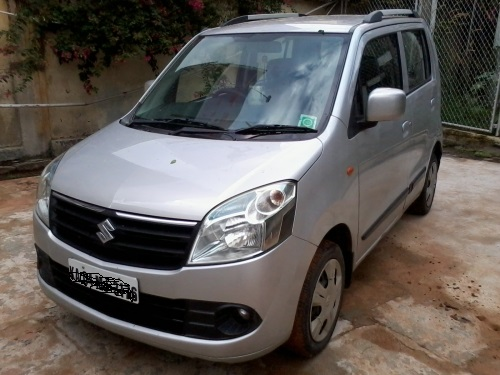
Suzuki Wagon R
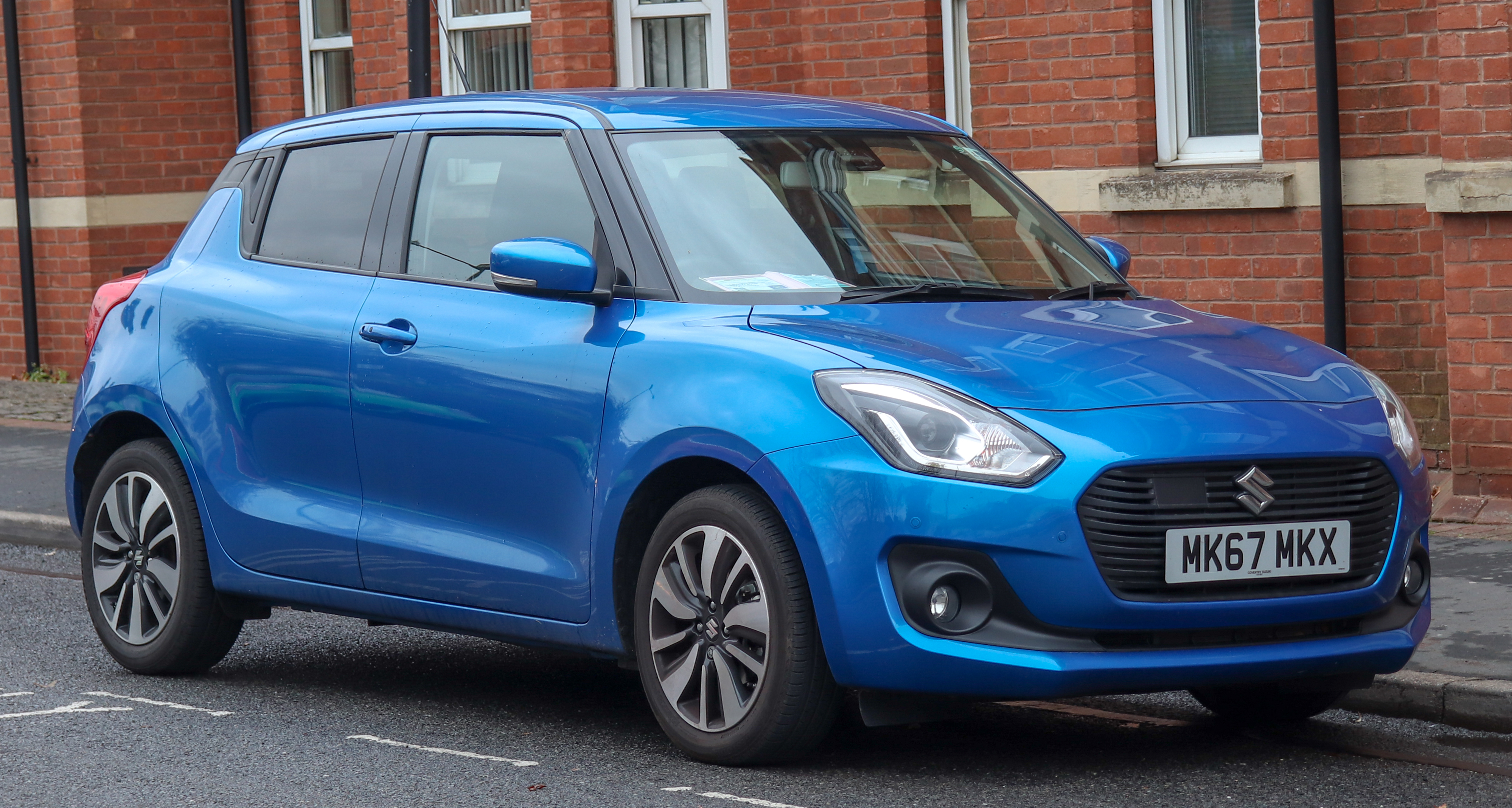
Suzuki Swift второго поколения

## Модели, снятые с производства

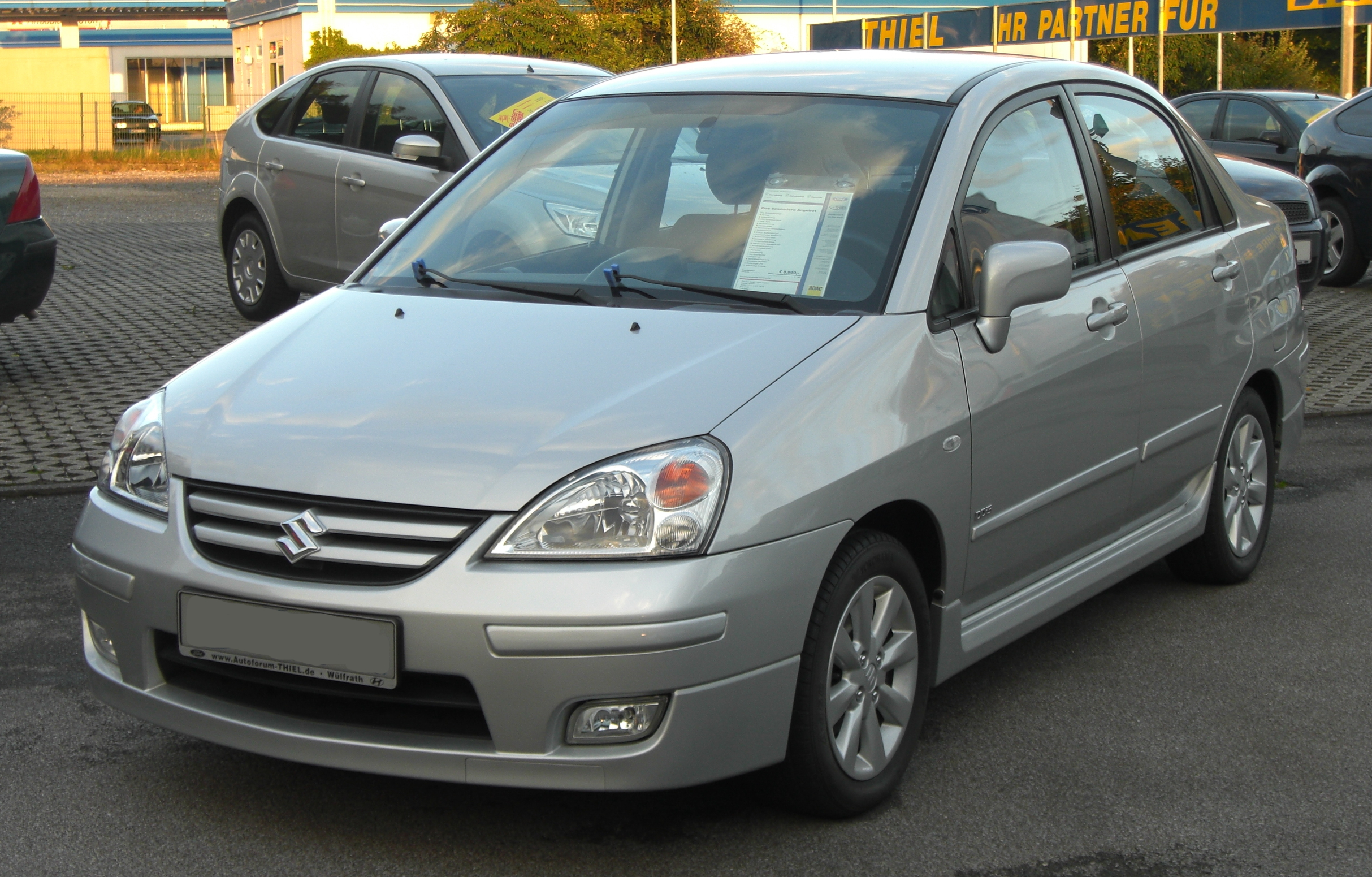
Suzuki Cultus Crescent
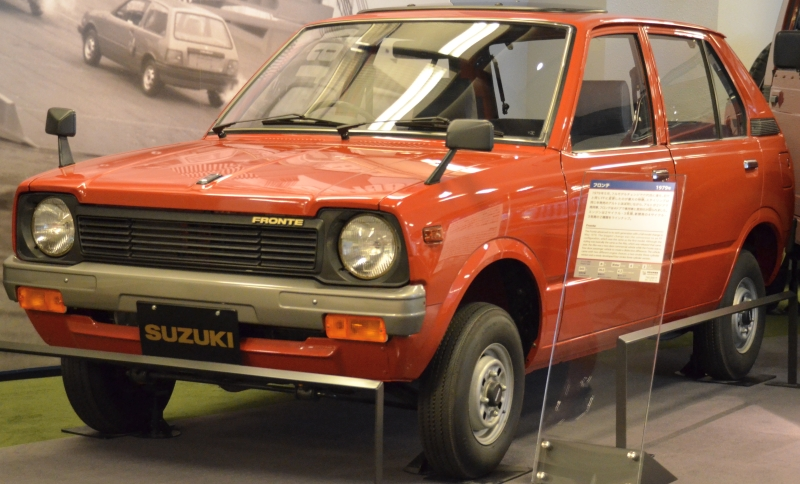
Suzuki FX
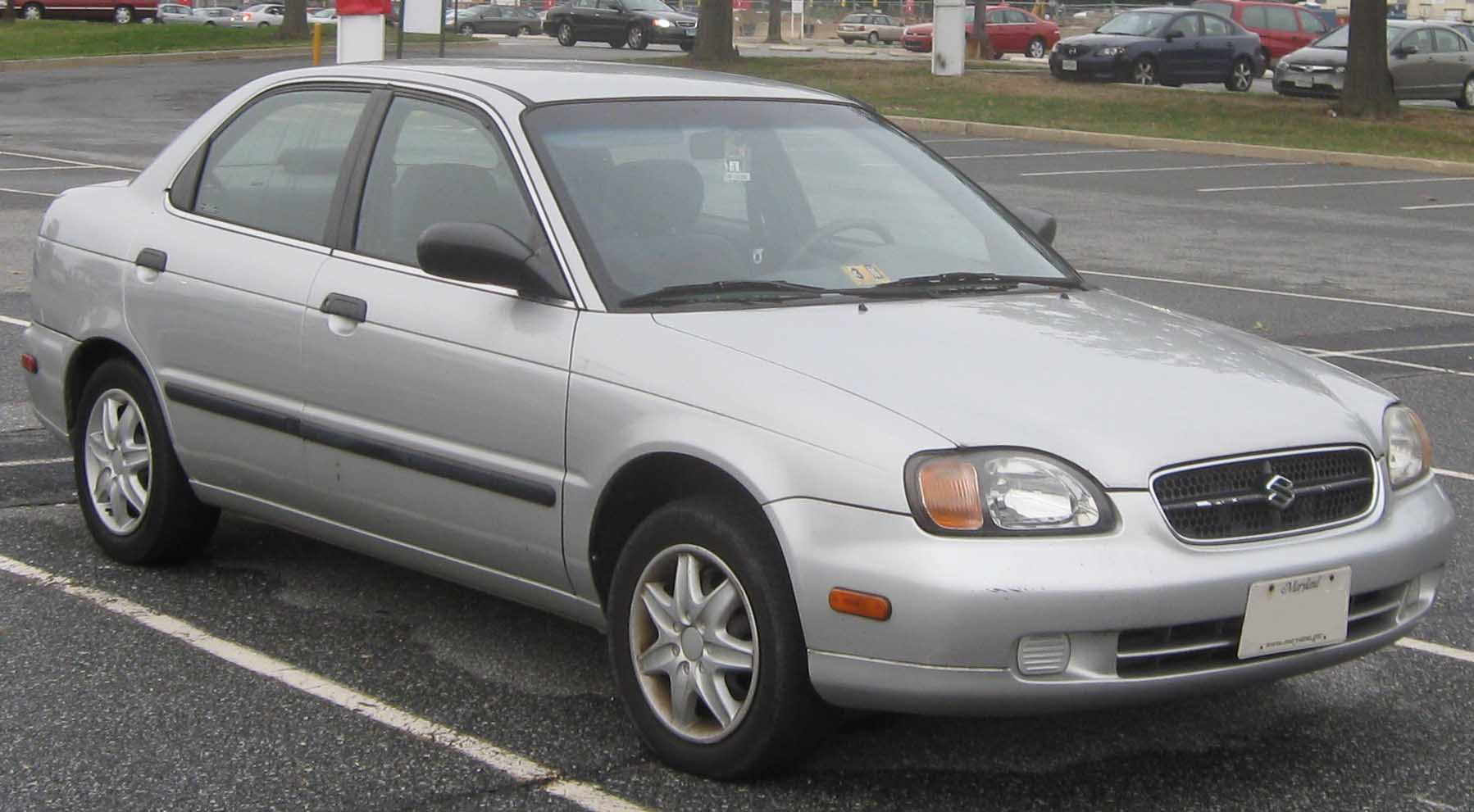
Suzuki Khyber
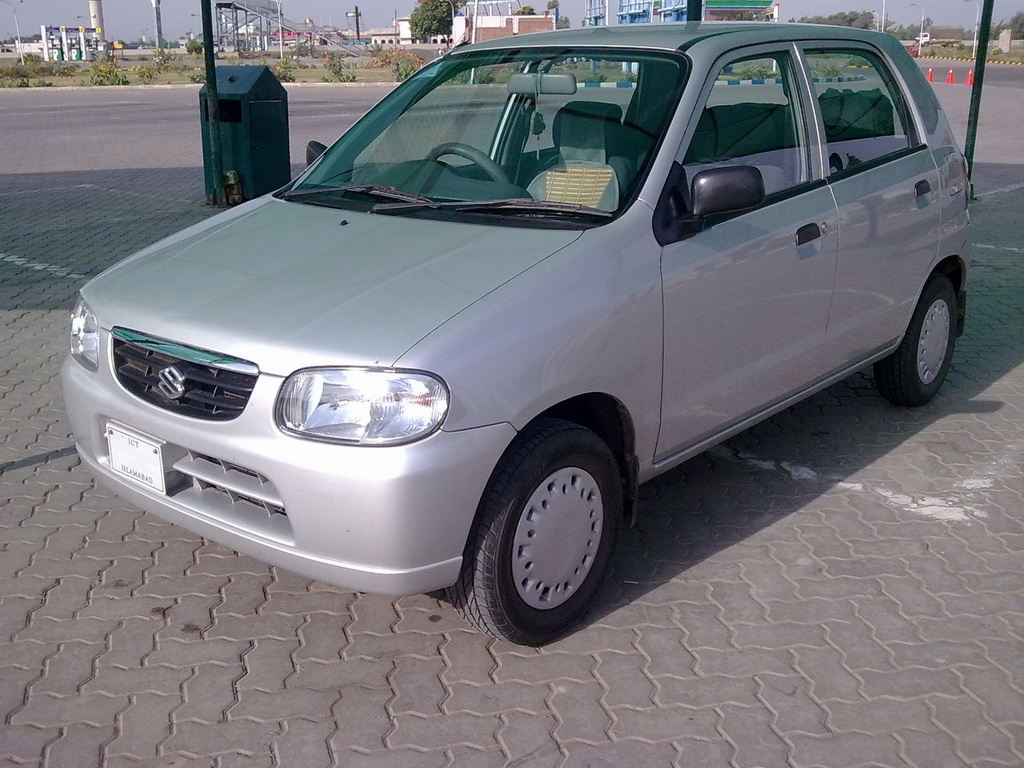
Suzuki Alto 1.0
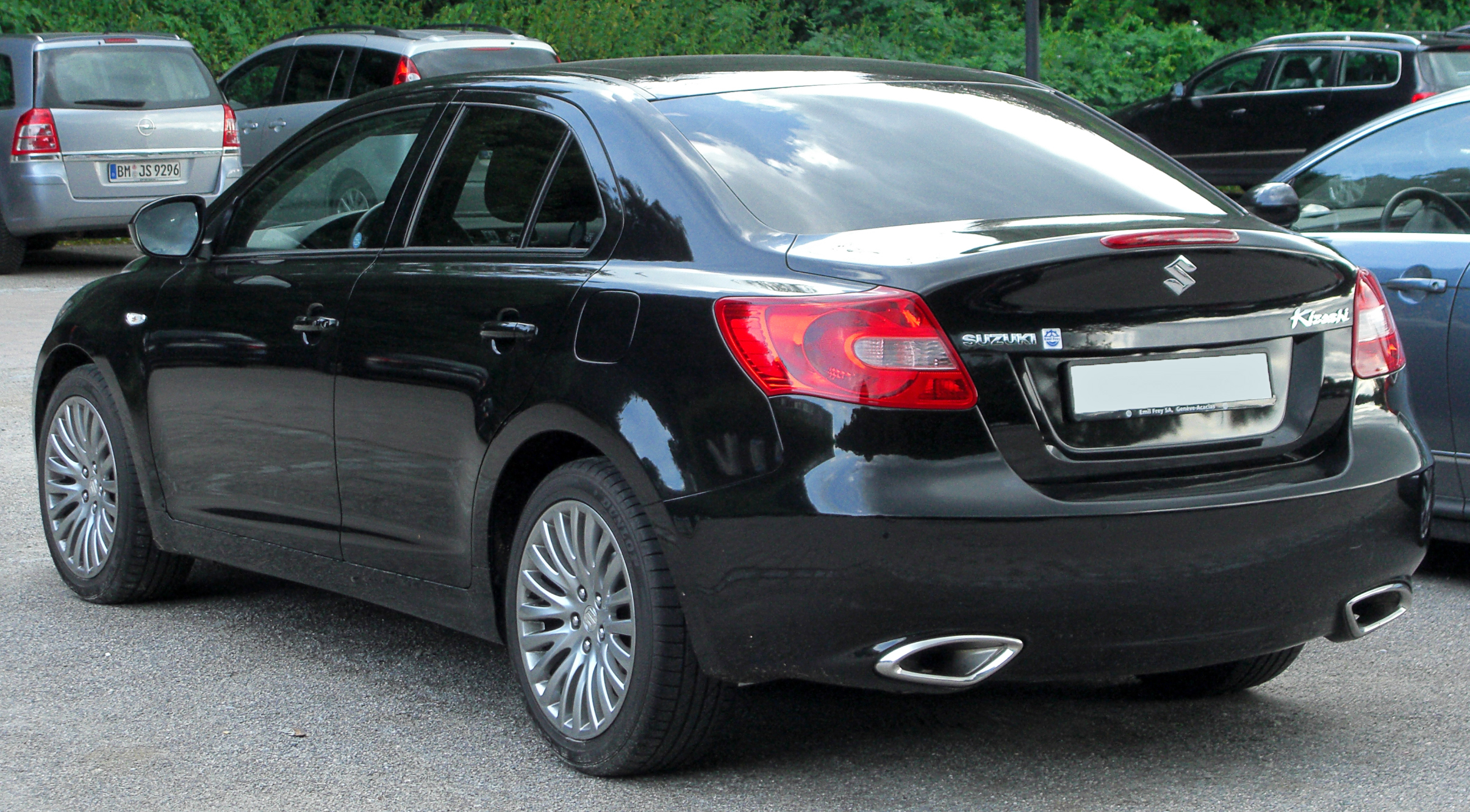
Suzuki Kizashi
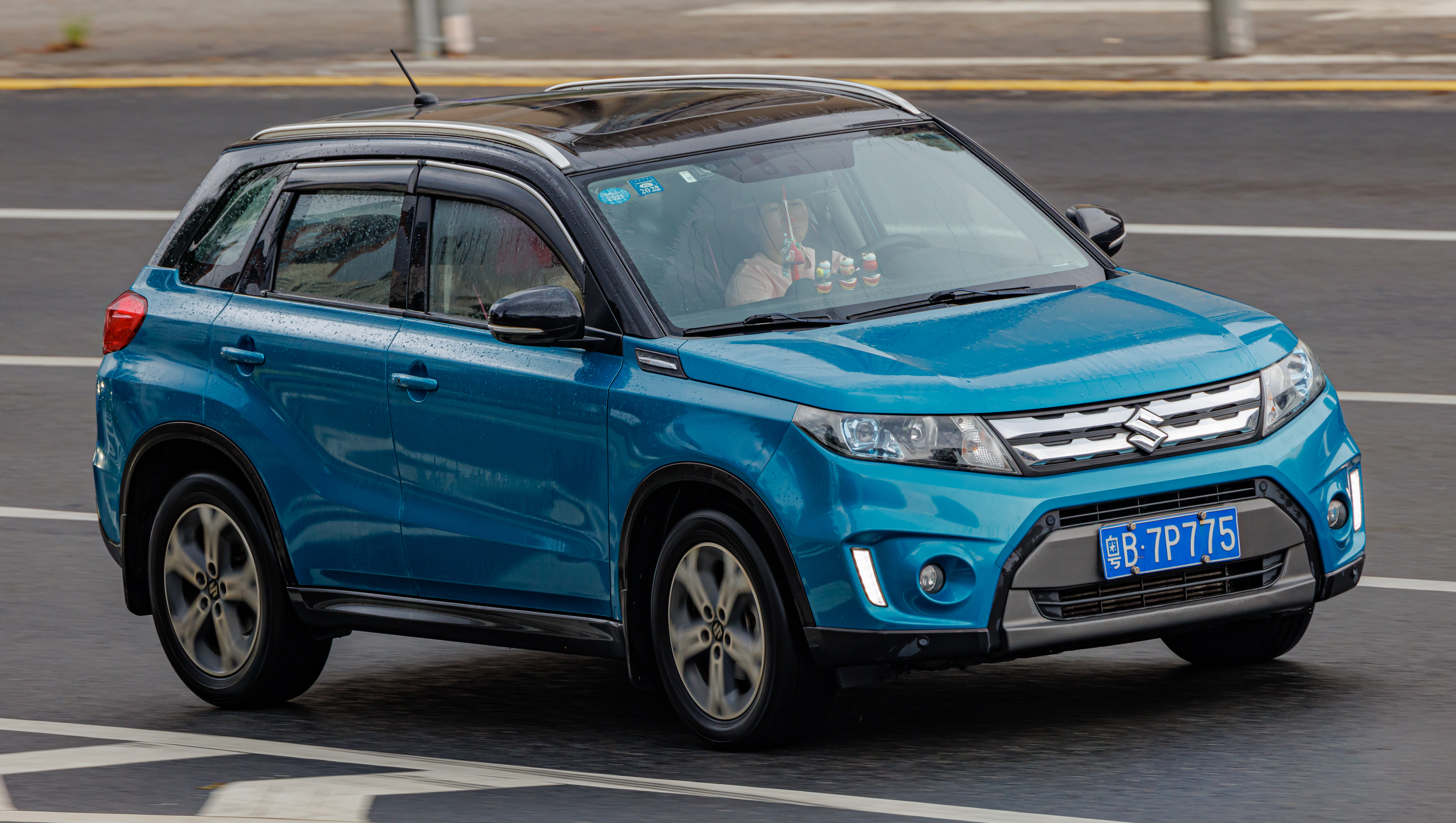
Suzuki Liana
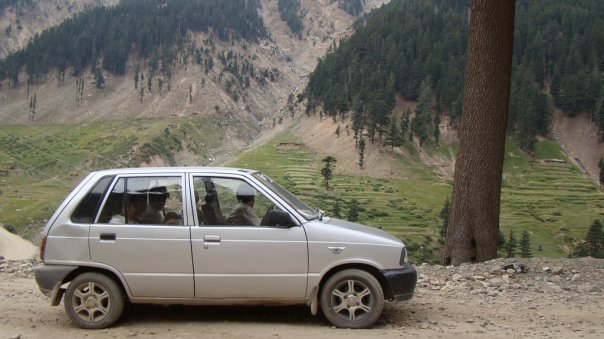
Suzuki Margalla
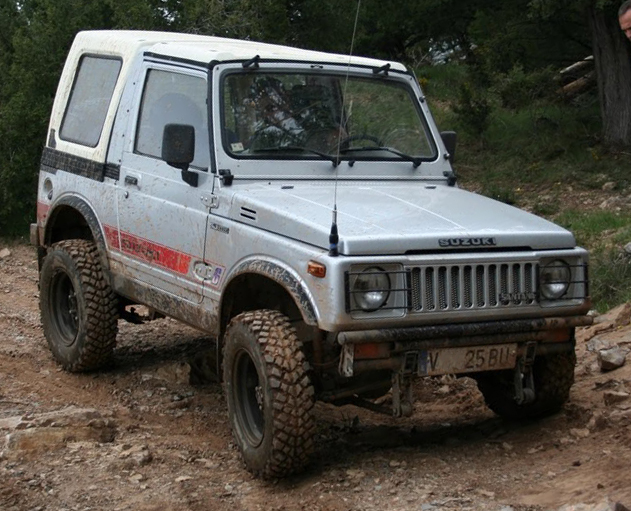
Suzuki Mehran
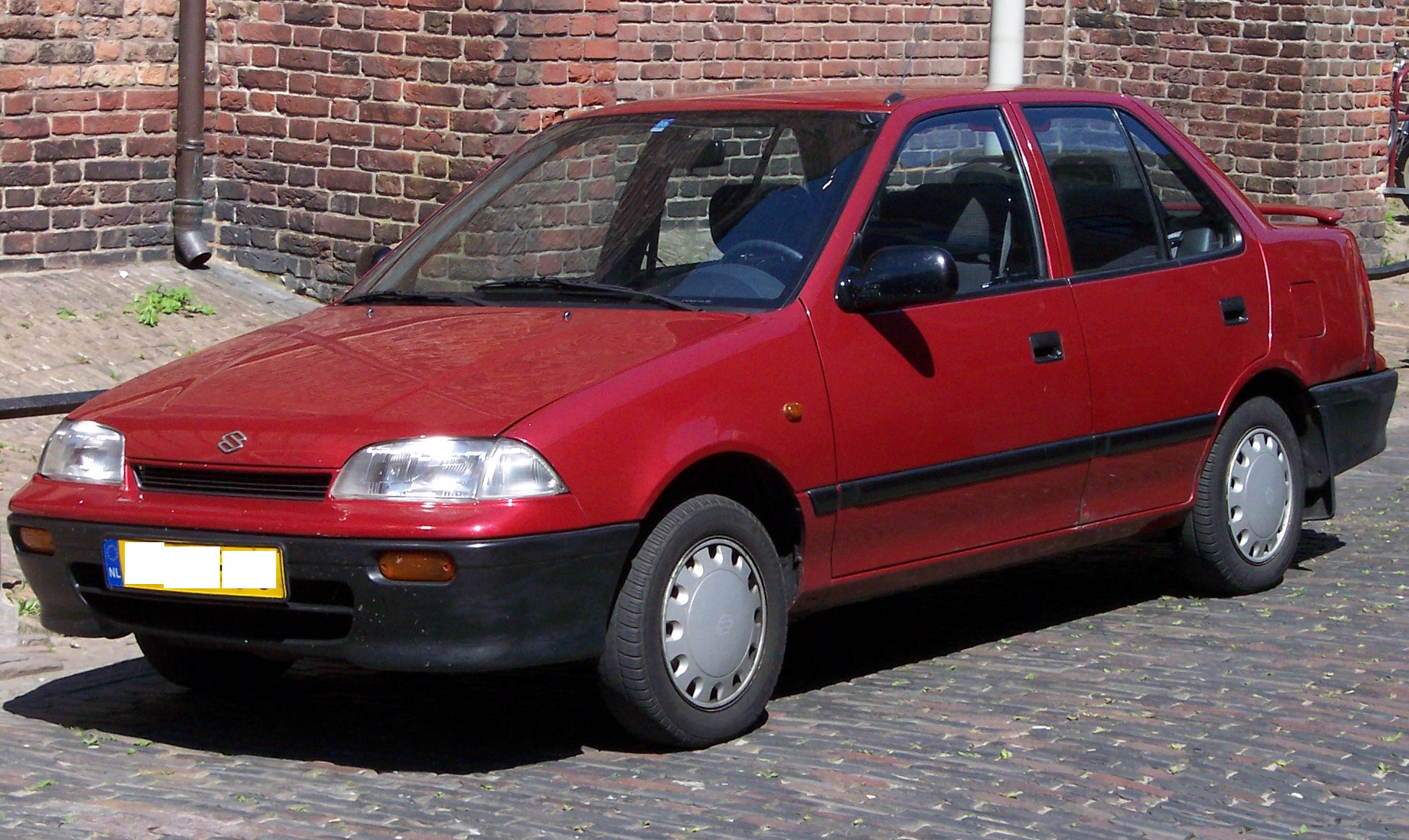
Suzuki Potohar
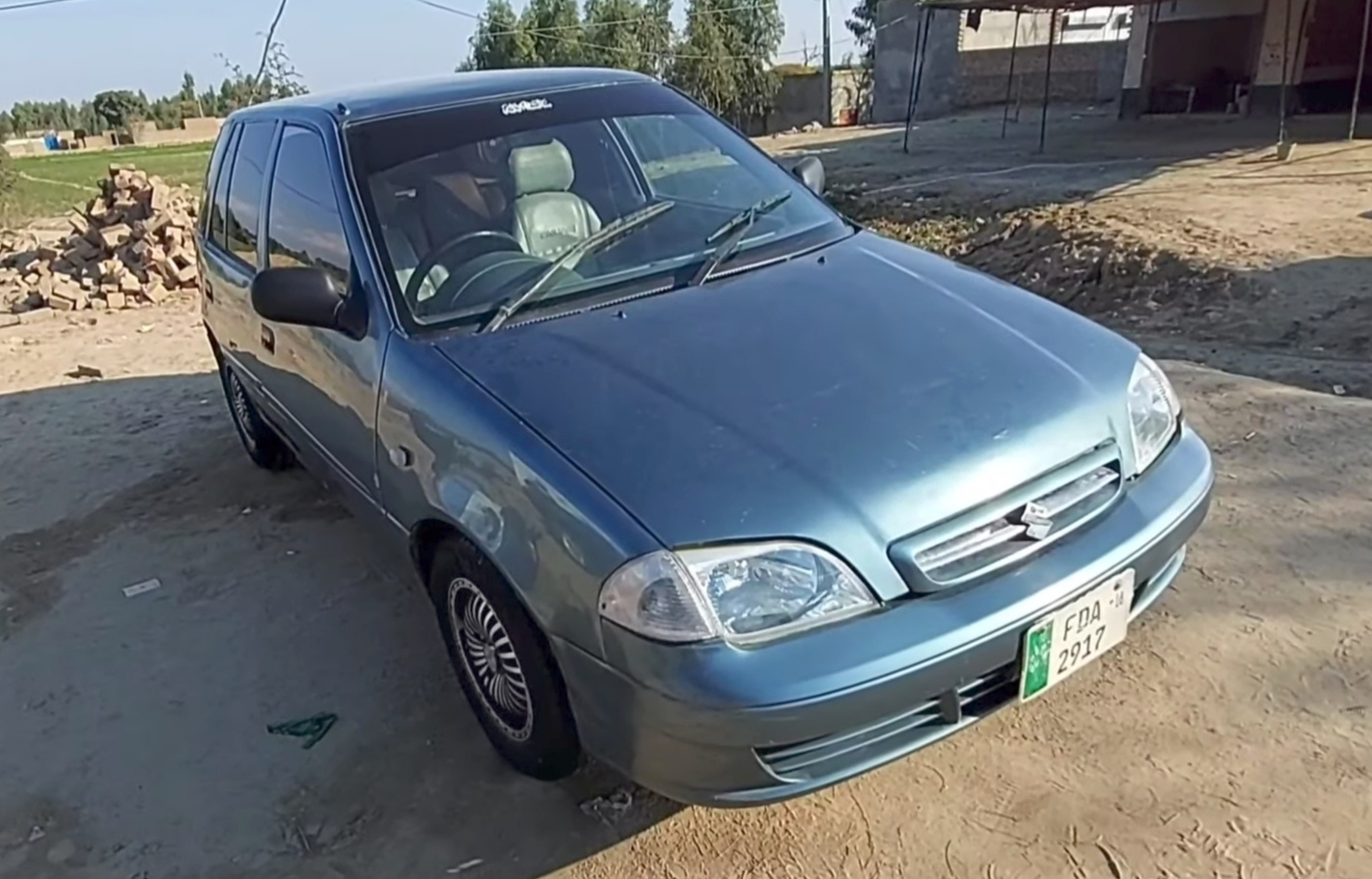
2008 Suzuki Cultus VXRi
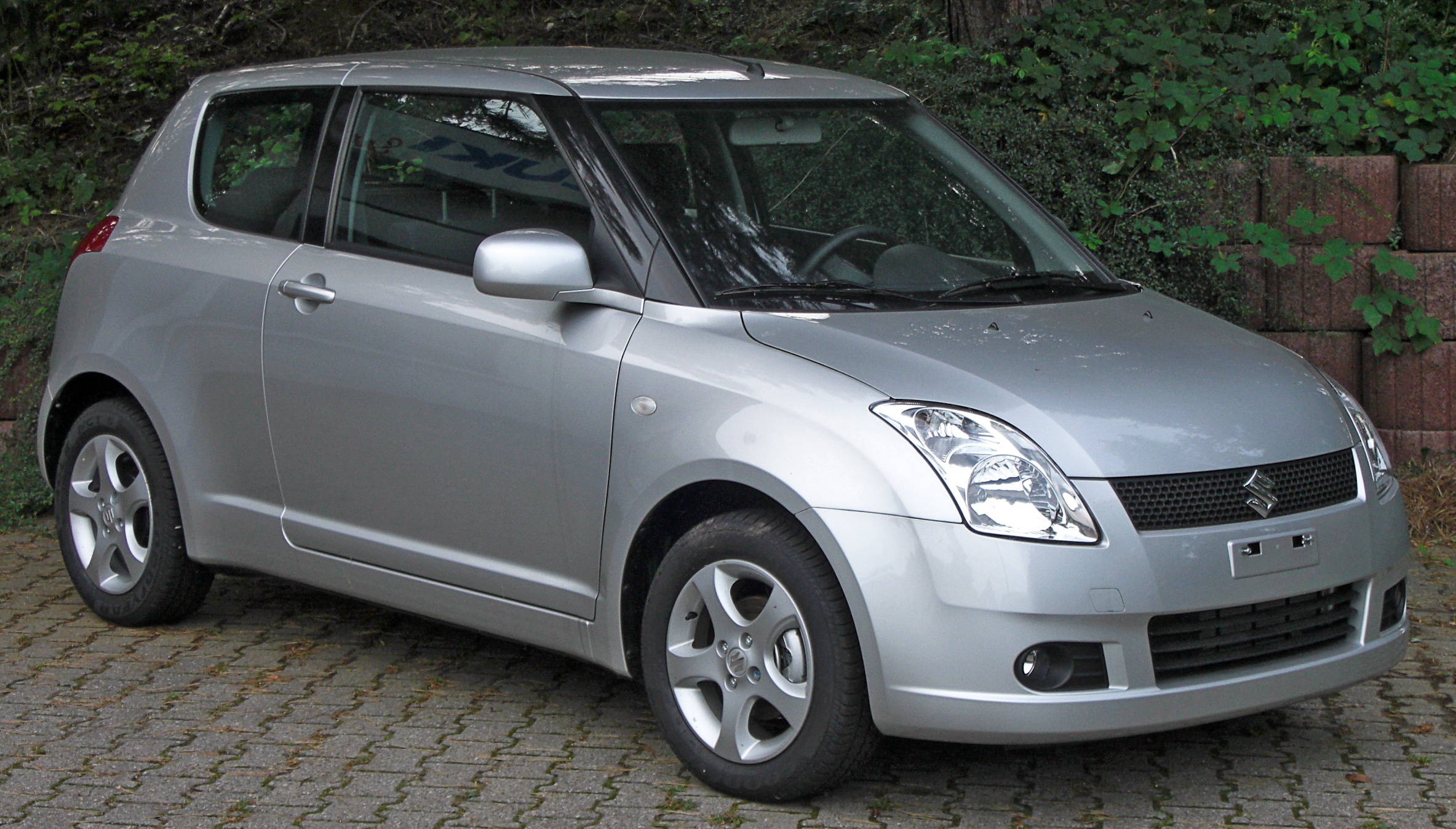
Первое поколение Suzuki Swift
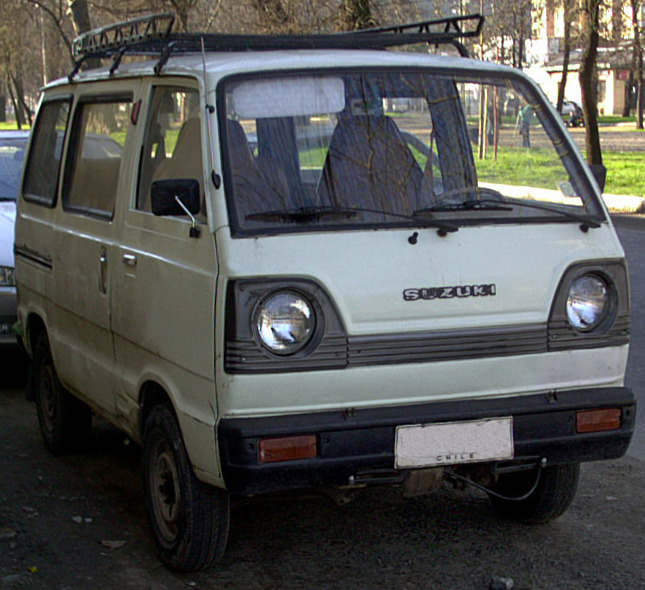
Suzuki Bolan
- Suzuki Vitara[15][16]

- Suzuki Liana
- Suzuki FX
- Suzuki Baleno
- Suzuki Alto 1.0
- Suzuki Kizashi
- Suzuki Vitara
- Suzuki Mehran
- Suzuki Potohar
- Suzuki Margalla
- 2008 Suzuki Cultus VXRi
- Первое поколение Suzuki Swift
- Suzuki Bolan

## Мотоциклы
- Suzuki GD110S (4-тактный двигатель, 113 см3)[17]
- Suzuki GSX125 (4-тактный двигатель, 125 см3)
- Suzuki GS150 (4-тактный двигатель, 150 см3)
- Suzuki GR150 (4-тактный двигатель, 150 см3)

## Галерея

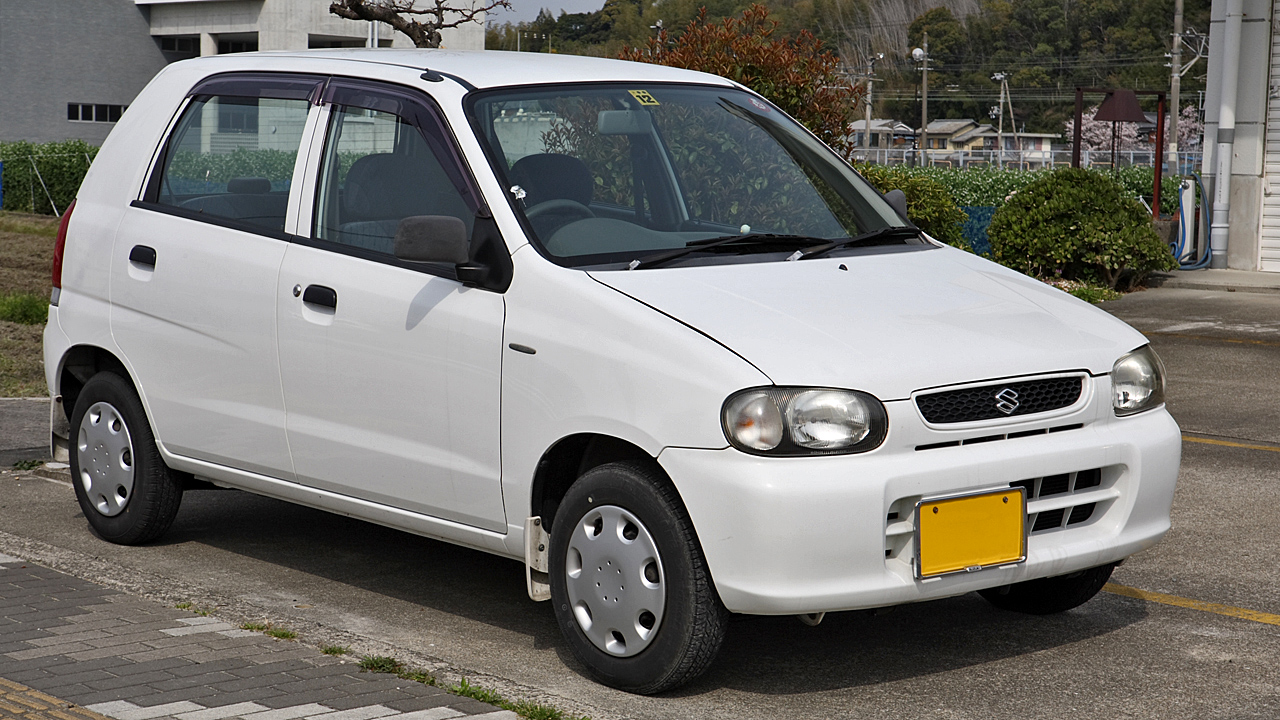
Suzuki Alto
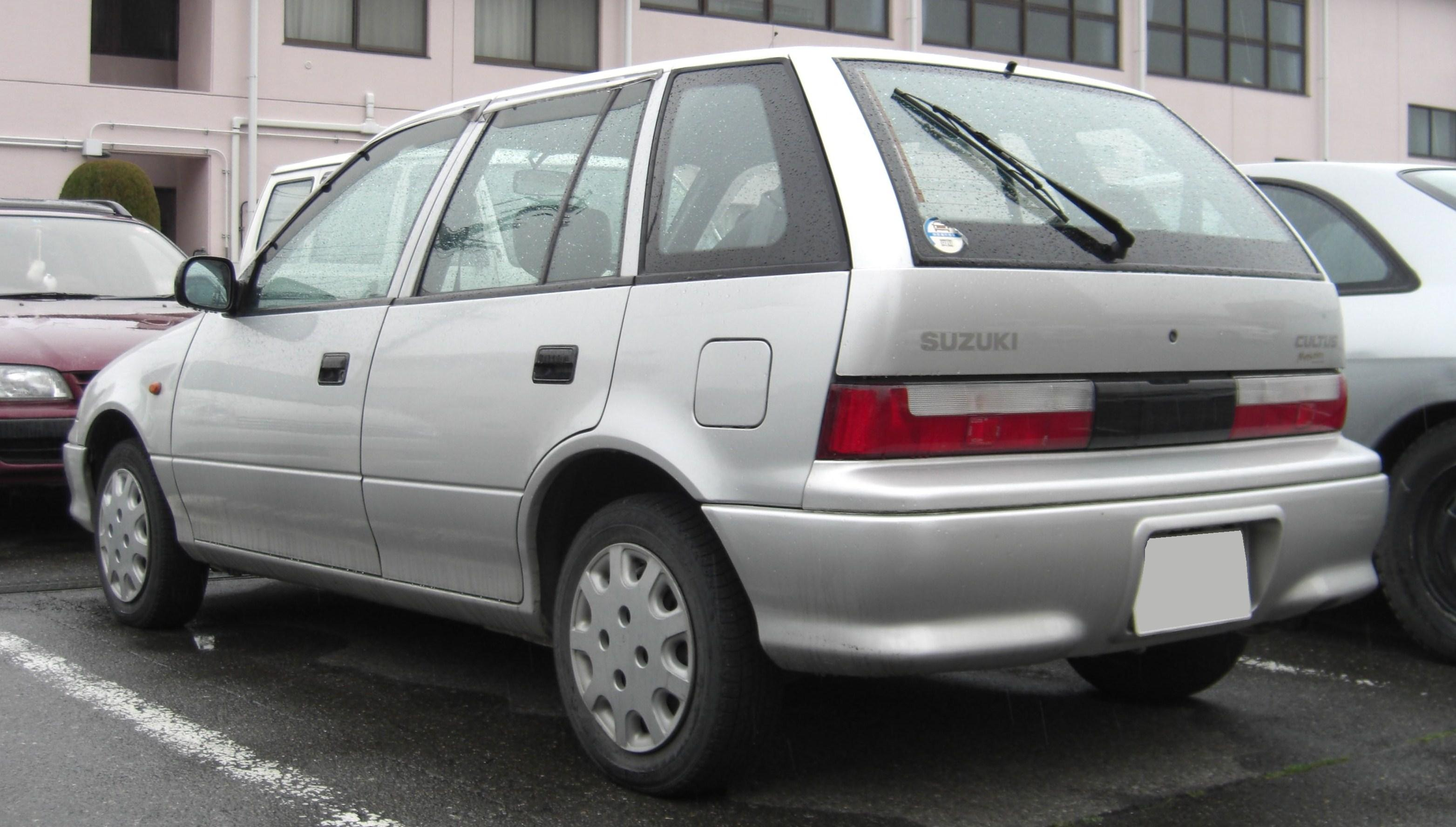
Suzuki Cultus
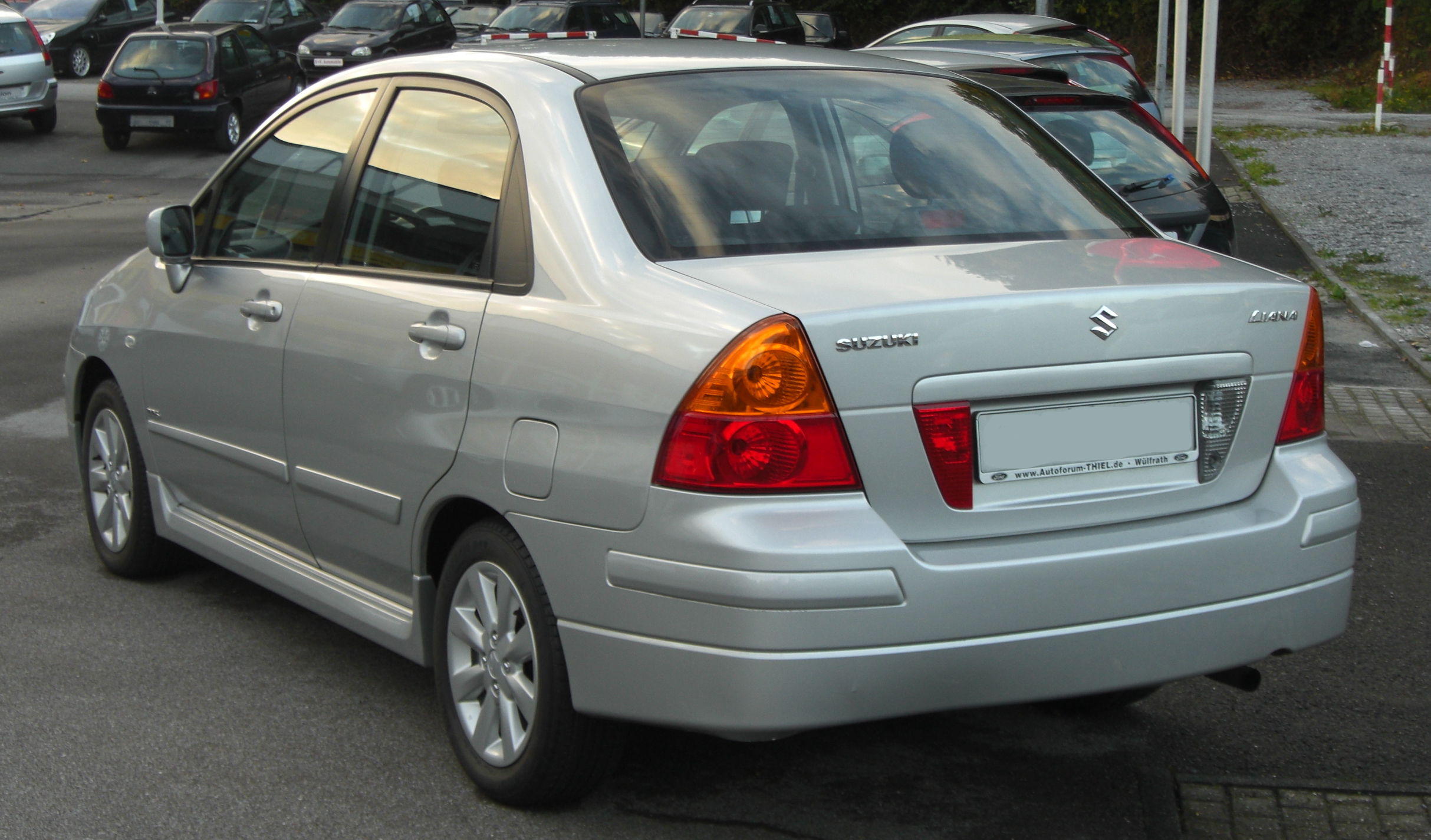
Suzuki Liana
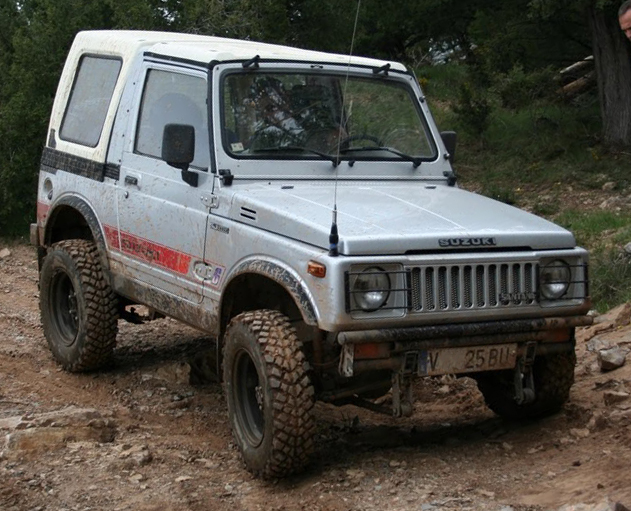
Suzuki Jimny, выпущенный компанией Santana
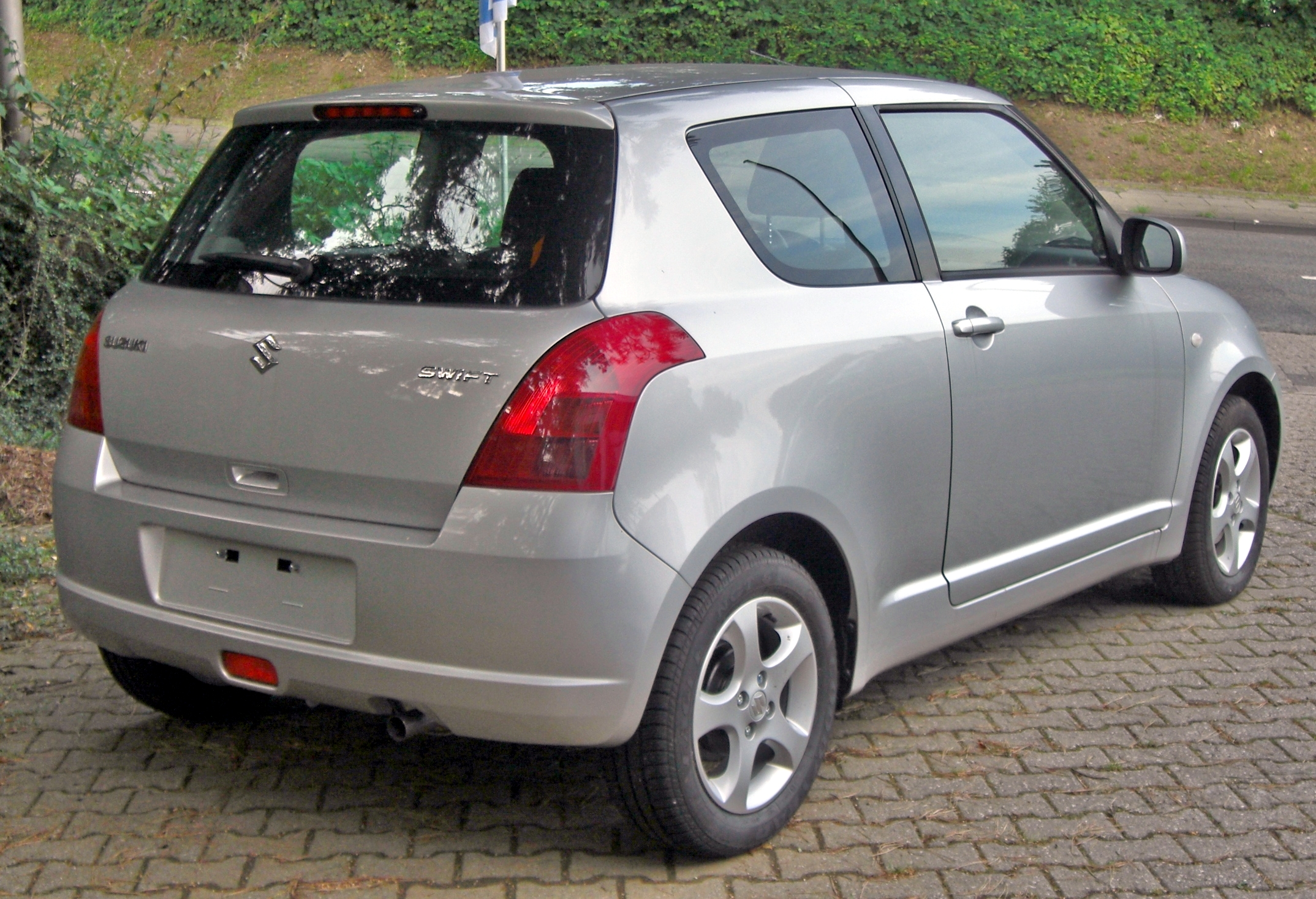
Suzuki Swift
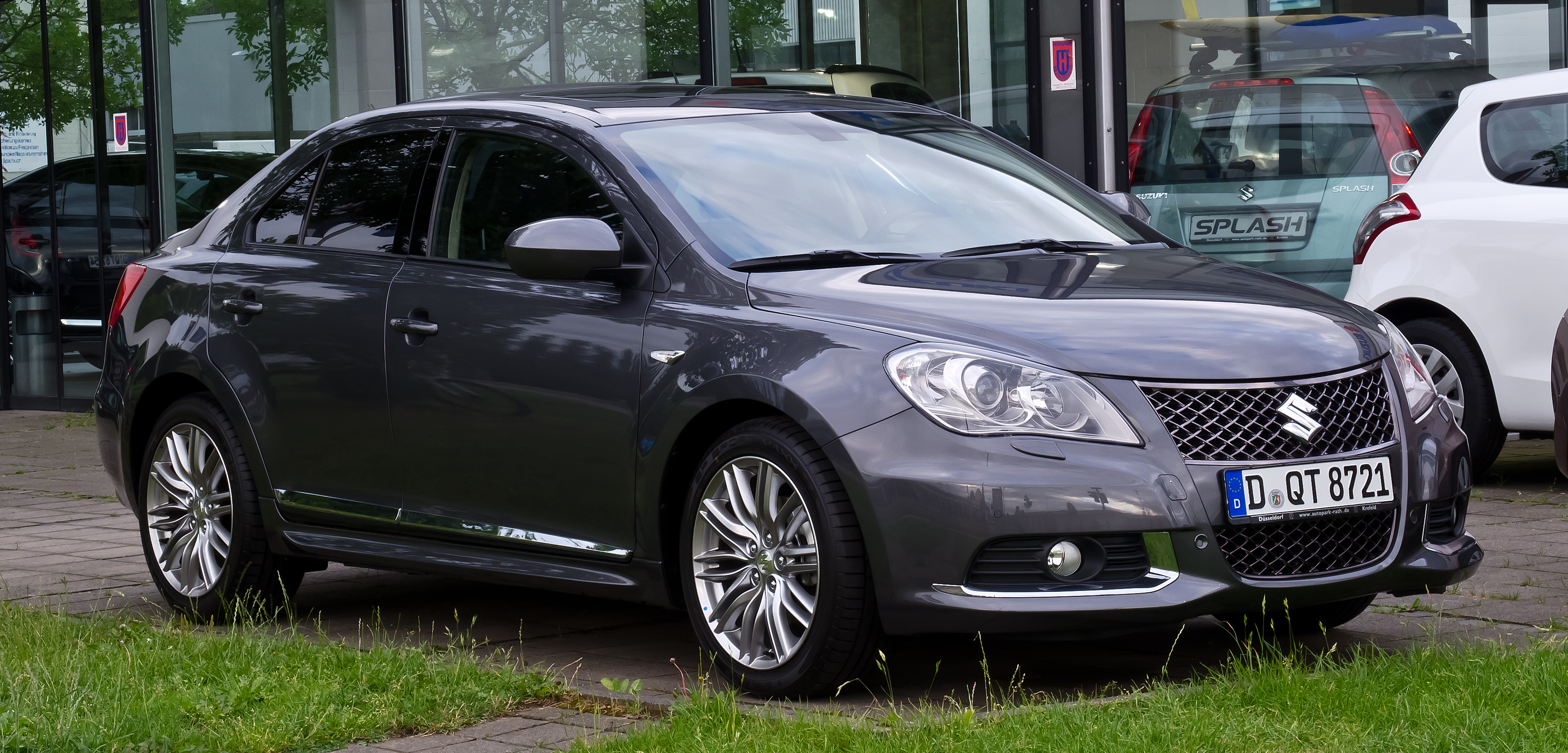
Suzuki Kizashi
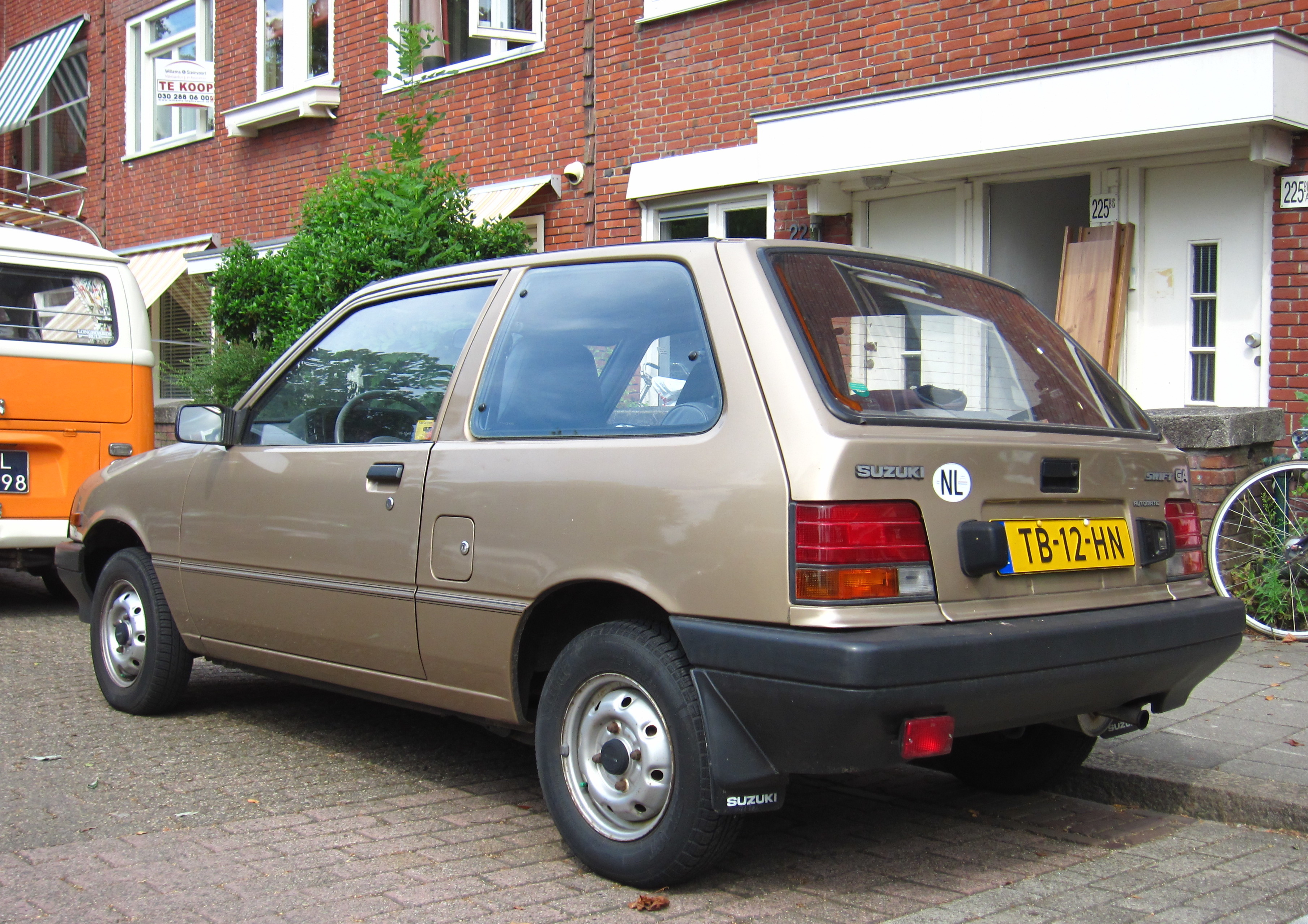
Suzuki Khyber
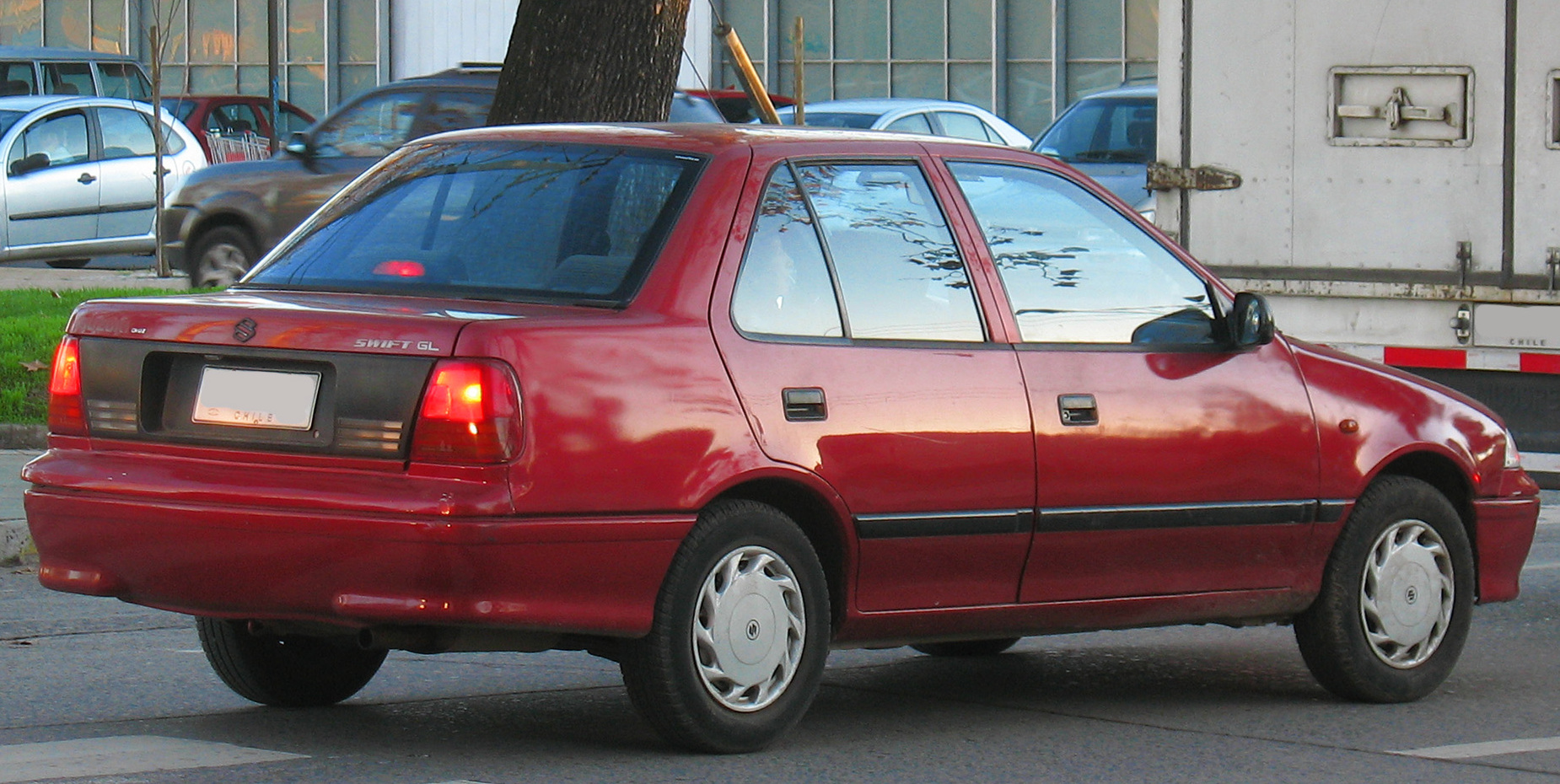
Suzuki Margalla
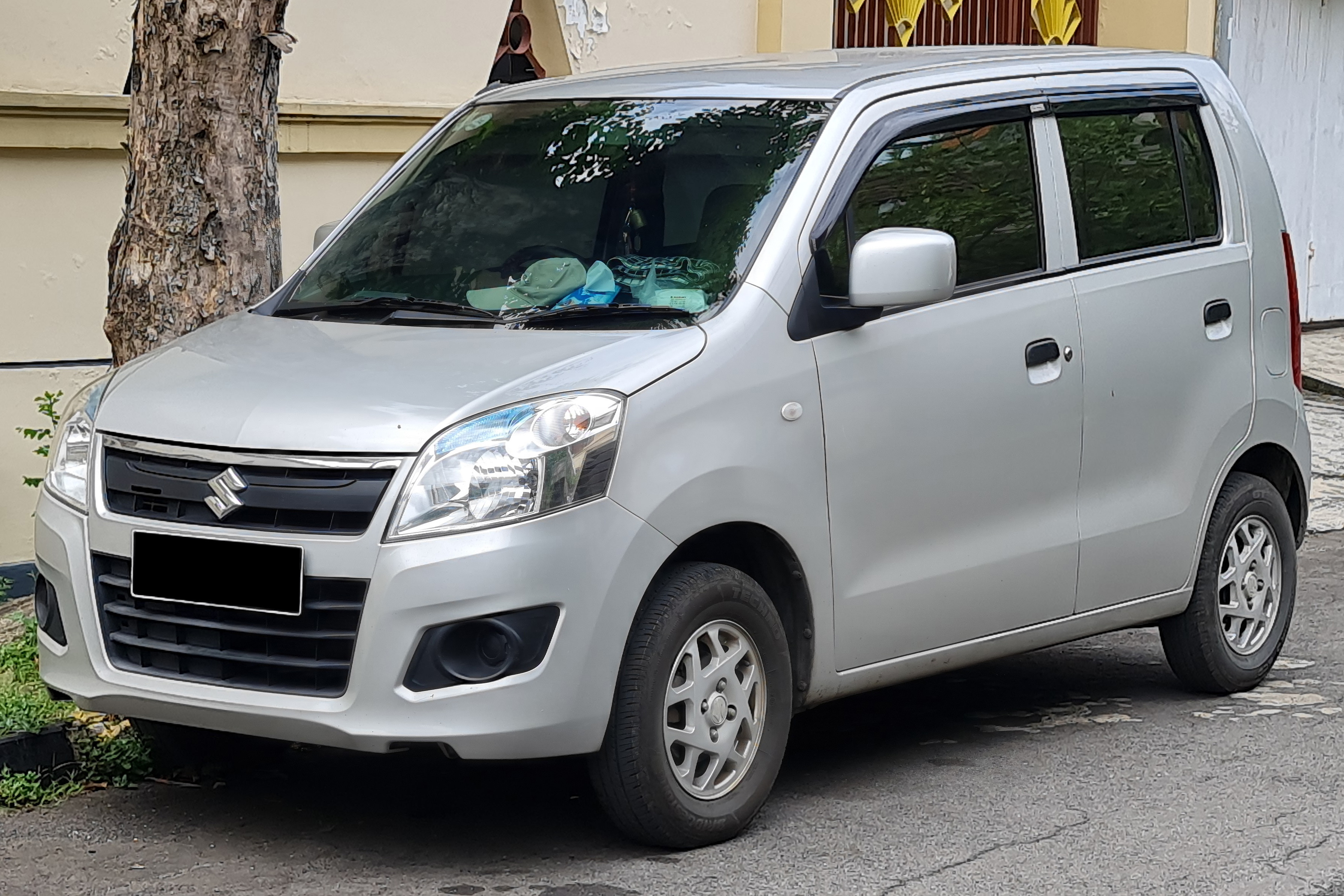
Maruti Suzuki Wagon R
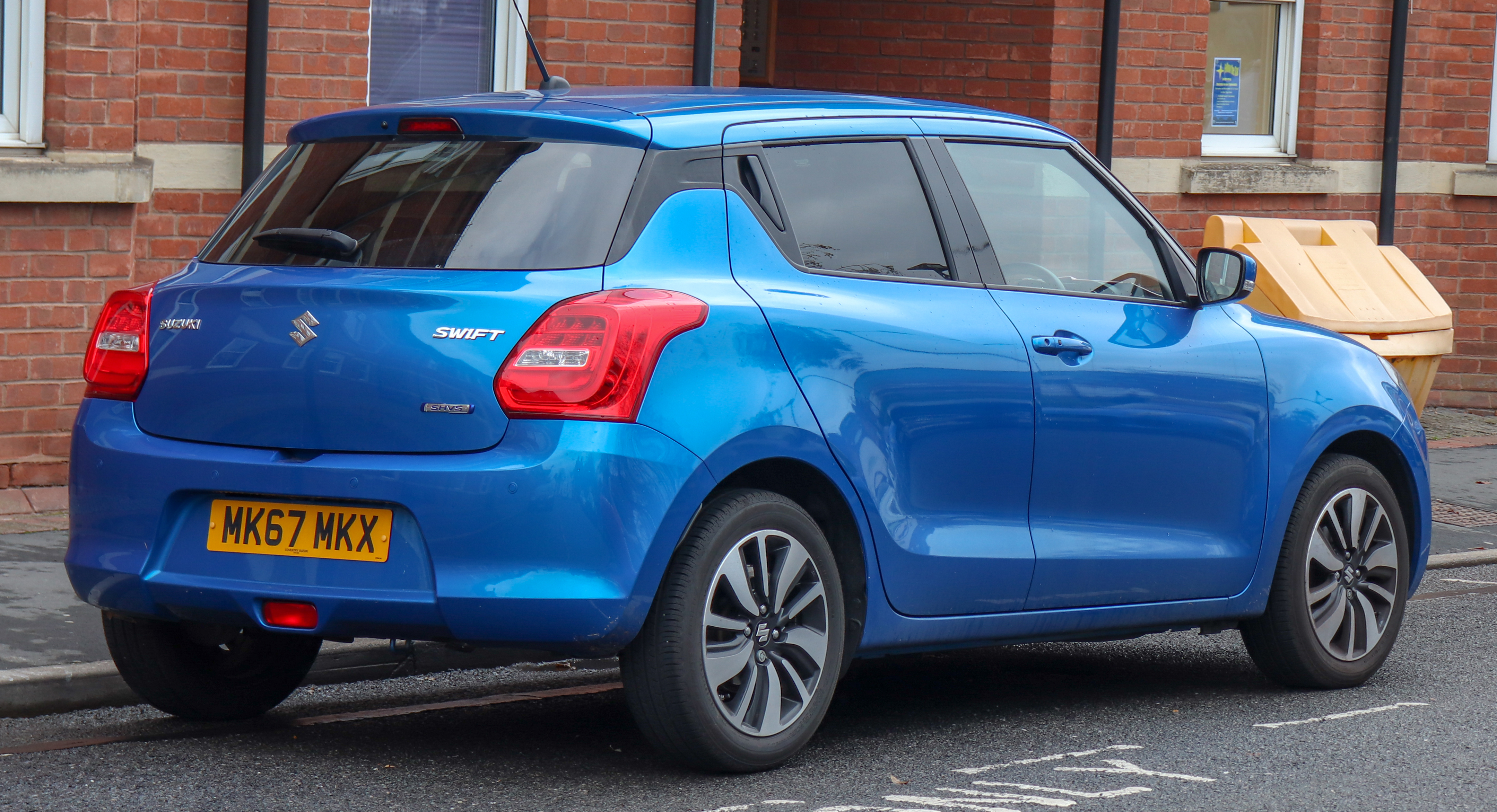
Второе поколение Suzuki Swift
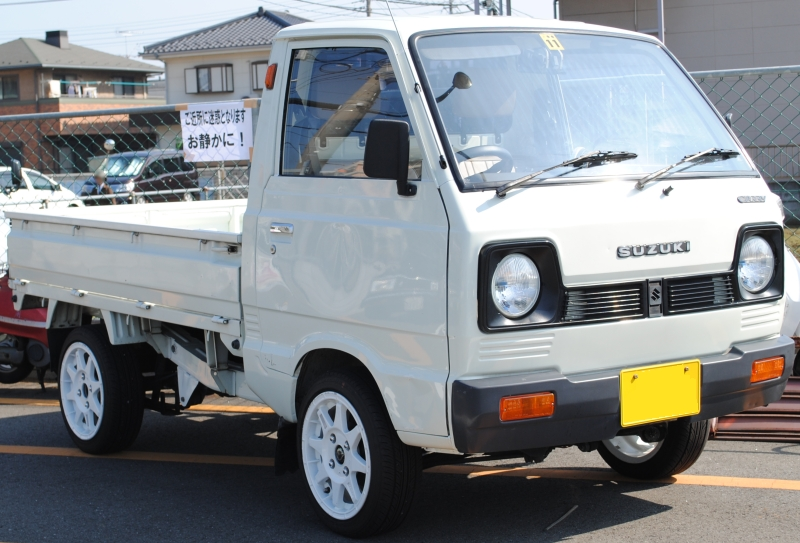
Suzuki Ravi
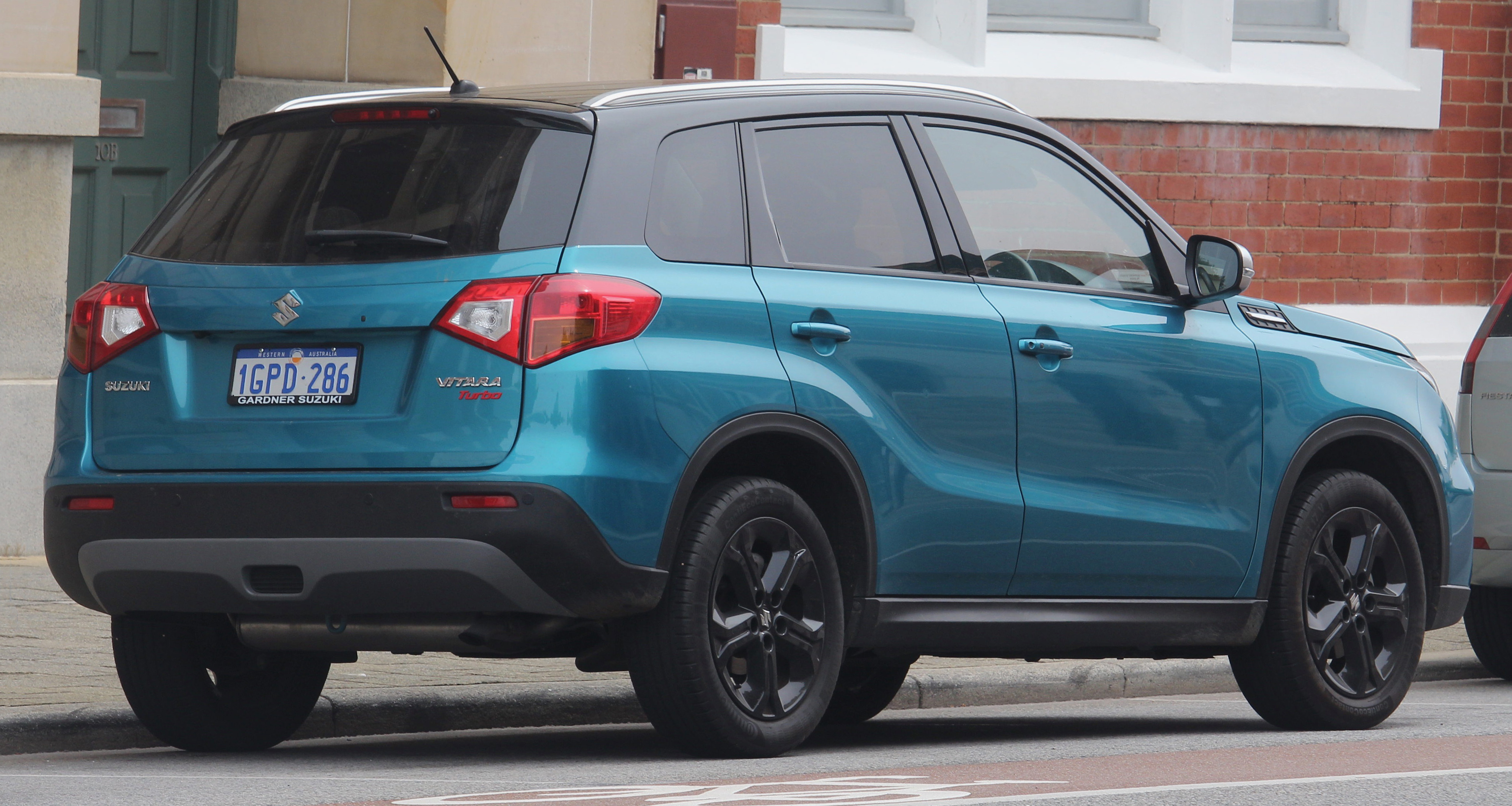
Suzuki Vitara
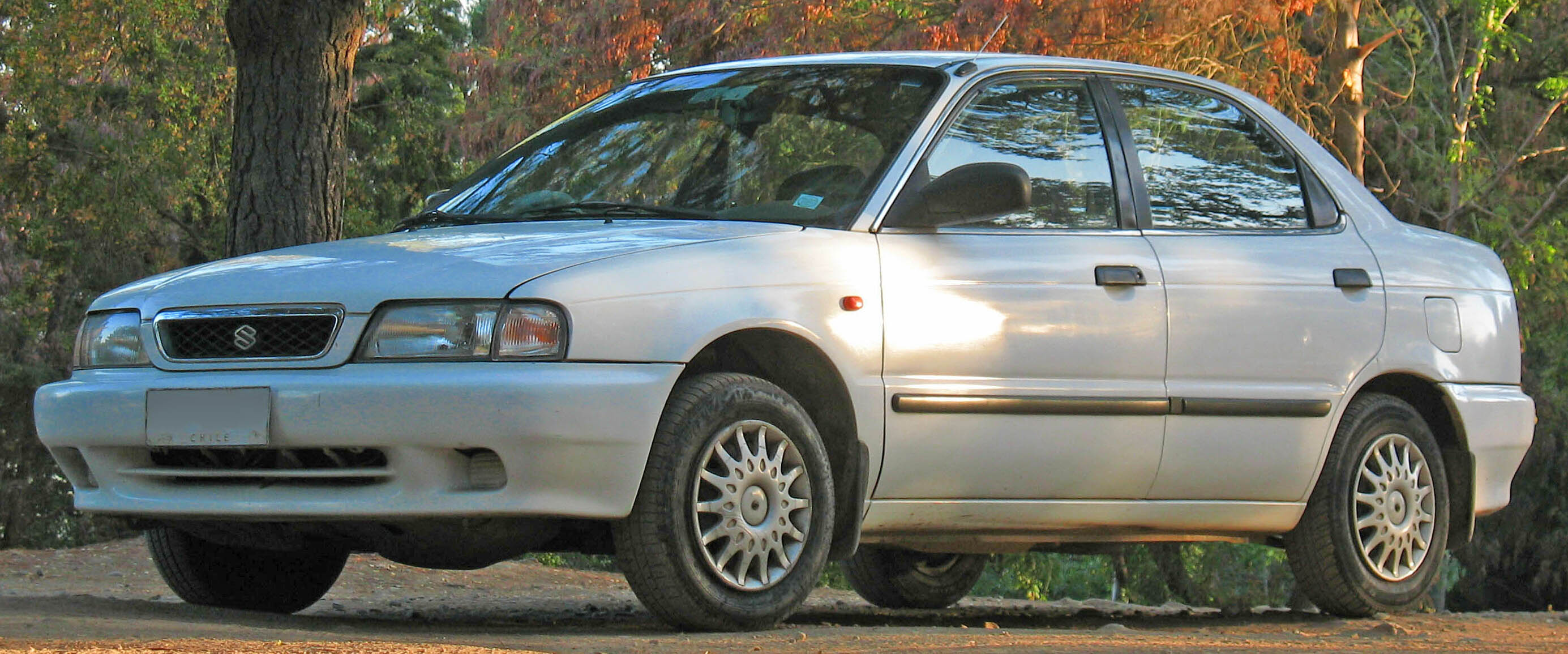
Suzuki Baleno
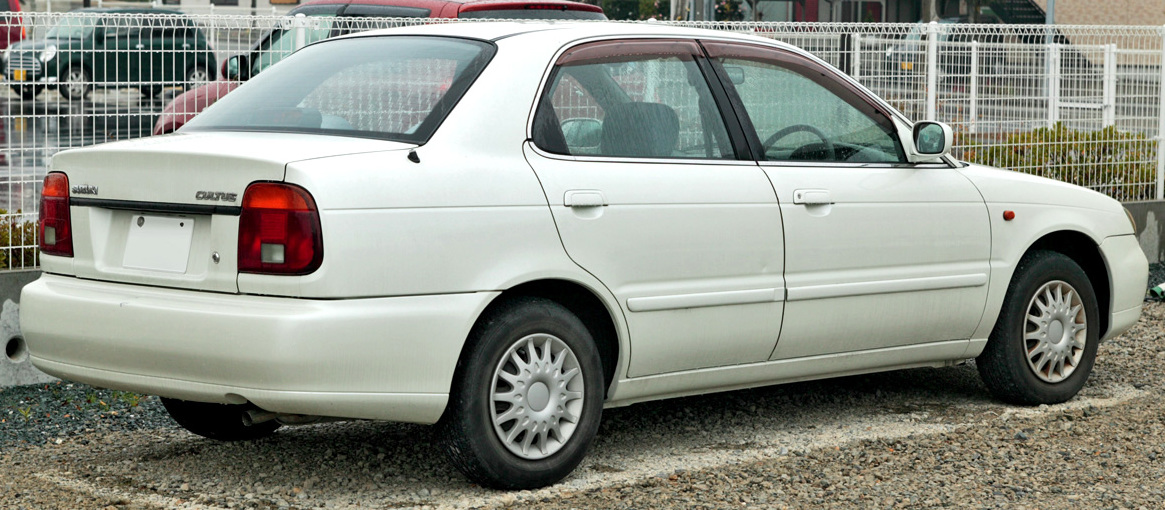
Седан Suzuki Cultus